# Furèsta
| Recensione | Giudizio |
| ---------- | -------- |
| Ondarock   | 7,5/10   |
| Rockol     | 7/10     |

Furèsta è il secondo album in studio della cantautrice italiana La Niña, pubblicato il 21 marzo 2025.

## Titolo e copertina
Il titolo dell’album è una parola in napoletano che significa "selvatico" o "indomabile". Sulla scelta del titolo, la cantante ha affermato:
La cantante in un'altra intervista ha poi aggiunto:

## Promozione
Il disco è stato promosso da alcune presentazioni in varie città d'Italia, tra cui al Museo d'arte contemporanea Donnaregina di Napoli e all'Officina Pasolini di Roma.
Il disco è stato accompagnato dal Furèsta Tour, che ha visto la cantante esibirsi con 17 spettacoli in tutta Italia.

## Tracce
Testi e musiche di Alfredo Maddaluno, Carola Moccia, eccetto dove indicato.
1. Guapparìa – 2:05
2. 'O ballo de 'mpennate – 1:57 (musica: Matteo Parisi)
3. Ahi! – 3:02
4. Oinè – 1:59
5. Tremm' (con Kukii) – 3:02 (musica: Alfredo Maddaluno, Matteo Parisi)
6. Chiena 'e scippe – 3:18
7. Mammama' – 2:08
8. Figlia d' 'a tempesta – 2:25
9. Sanghe (con Abdullah Miniawy) – 4:33
10. Pica pica – 4:32

Traccia bonus nell'edizione limitata in vinile
1. Manalonga

## Classifiche
| Classifica (2025) | Posizione massima |
| ----------------- | ----------------- |
| Italia            | 35                |